# Bonwit Teller (warenhuis)
Bonwit Teller & Co. was een Amerikaanse luxe warenhuisketen uit New York. De keten werd opgericht door Paul Bonwit in 1895 op de hoek van Sixth Avenue en 18th Street. Later werd het een warenhuisketen. In 1897 trad Edmund D. Teller toe als vennoot en verhuisde de winkel naar 23rd Street, ten oosten van Sixth Avenue. Bonwit Teller specialiseerde zich in hoogwaardige dameskleding in een tijd waarin veel concurrenten hun productlijnen aan het diversifiëren waren. Bonwit Teller werd binnen de branche bekend vanwege de kwaliteit van zijn producten en de bovengemiddelde salarissen die werden betaald aan zowel inkopers als leidinggevenden. Het partnerschap werd in 1907 opgericht en de winkel verhuisde naar de hoek van Fifth Avenue en 38th Street. Gedurende een groot deel van de 20e eeuw was Bonwit Teller een van de luxe warenhuizen op Fifth Avenue die zich richtten op de 'koetshandel'. Tot de bekendste concurrenten behoorden Lord & Taylor en Saks Fifth Avenue.

## Geschiedenis
Eind jaren 1880 opende Paul Bonwit een kleine hoedenwinkel op de hoek van Sixth Avenue en 18th Street in het winkelgebied Ladies' Mile in Manhattan. In 1895, het jaar dat vaak als oprichtingsjaar wordt genoemd, opende Bonwit een nieuwe winkel op Sixth Avenue, slechts vier blokken verderop. Toen Bonwits oorspronkelijke bedrijf failliet ging, kocht Bonwit zijn partner uit en opende hij in 1898 samen met Edmund D. Teller een nieuwe winkel op 23d Street tussen Fifth en Sixth Avenue. Het bedrijf werd in 1907 opgericht als Bonwit Teller &amp; Company en verhuisde in 1911 opnieuw, ditmaal naar de hoek van Fifth Avenue en Thirty-eighth Street.

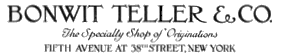
Bonwit Teller uit een advertentie ca. 1920

In 1930 verhuisde de detailhandel in New York naar de bovenstad. Ook de winkel verhuisde opnieuw, ditmaal naar een nieuw adres op Fifth Avenue. Bonwit Teller vestigde zich in het voormalige gebouw van Stewart & Co. aan de Fifty-sixth Street, dat bijna vijftig jaar lang het vlaggenschip van het bedrijf zou blijven. Het gebouw werd in 1929 ontworpen door het architectenbureau Warren en Wetmore en het jaar daarop opnieuw ontworpen door Ely Jacques Kahn voor Bonwit Teller.
Het bedrijf, dat behoefte had aan kapitaal, ging een samenwerking aan met de bekende financier Floyd Odlum . Odlum, die zijn aandelenbezit vlak voor de beurskrach van 1929 had verkocht, investeerde in bedrijven in financiële nood en in 1934 nam Odlum's Atlas Corporation Bonwit Teller over. Odlums vrouw, Hortense, die al als adviseur werkte, werd in 1938 benoemd tot voorzitter van Bonwit Teller. Daarmee werd ze de eerste vrouwelijke voorzitter van een groot warenhuis in de Verenigde Staten. De Odlums behielden ook een band met de oprichtersfamilie van het bedrijf, door de zoon van Paul Bonwit, Walter Bonwit, te benoemen tot vice-voorzitter en algemeen directeur.
Gedurende een korte periode in 1939-1940 was de winkel eigenaar van radiostation WHAT in Philadelphia. 
Floyd en Hortense Odlum zouden hun investering in Bonwit Teller verkopen aan Walter Hoving 's Hoving Corporation. Met Bonwit Teller zou Hoving een sterke retailpositie op Fifth Avenue verwerven, waar ook Tiffany & Co. gevestigd zou zijn.
Slechts tien jaar later onderging het bedrijf opnieuw een eigendomsoverdracht, toen Bonwit in 1956 door Genesco werd overgenomen. Genesco was destijds een groot conglomeraat met 64 kleding- en detailhandelsbedrijven. Hoewel het portfolio van Genesco ook andere luxe merken omvatte, waaronder Henri Bendel, stond het bedrijf vooral bekend als schoenenretailer. Bonwit Teller, dat een baanbrekende reputatie had opgebouwd door de promotie van een jonge Christian Dior en andere vooraanstaande Amerikaanse ontwerpers, kreeg momentum in zijn mode en verkoop halverwege de jaren zestig na de overname door Genesco.
Bonwit Teller begon al in 1935 uit te breiden toen het een 'seizoensfiliaal' opende in Palm Beach, en in 1941 opende het een filiaal in White Plains. Een andere opmerkelijke opening was de winkel in Boston in 1947 in de wijk Back Bay. In de jaren 1960 waren er winkels in New York, Manhasset, White Plains, Boston, Chicago, Philadelphia en Cleveland, en daarnaast kleine resortwinkels in Miami en Palm Beach.
In de jaren 1960 bouwde het bedrijf een winkel in Short Hills en verplaatste het zijn winkel in White Plains naar een grote Lord & Taylor-winkel in Scarsdale. Halverwege de jaren 1980 waren er vestigingen in Oak Brook, Illinois; Troy, Michigan; Palm Desert, Californië; Beverly Hills, Bal Harbour, Kansas City, Buffalo en Columbia, South Carolina. 
Vanaf het midden van de jaren zeventig tot eind jaren tachtig concurreerde Bonwit Teller rechtstreeks met branchegenoot Saks Fifth Avenue, waarbij het een rol bleef spelen in de ontwikkeling van mode en design, waarbij het vooral hielp bij het lanceren van de carrière van Calvin Klein.
In 1979 werd het bedrijf overgenomen door Allied Stores Corporation. Het was de bedoeling dat het legendarische vlaggenschip op Fifth Avenue daar zou worden herbouwd, tegenover de nieuwe Trump Tower. Bonwit Teller heropende zijn winkel in april 1981 op de 57th Street, aangezien het nieuwe vlaggenschip het middelpunt zou worden van het overdekte winkelcentrum van de Trump Tower.

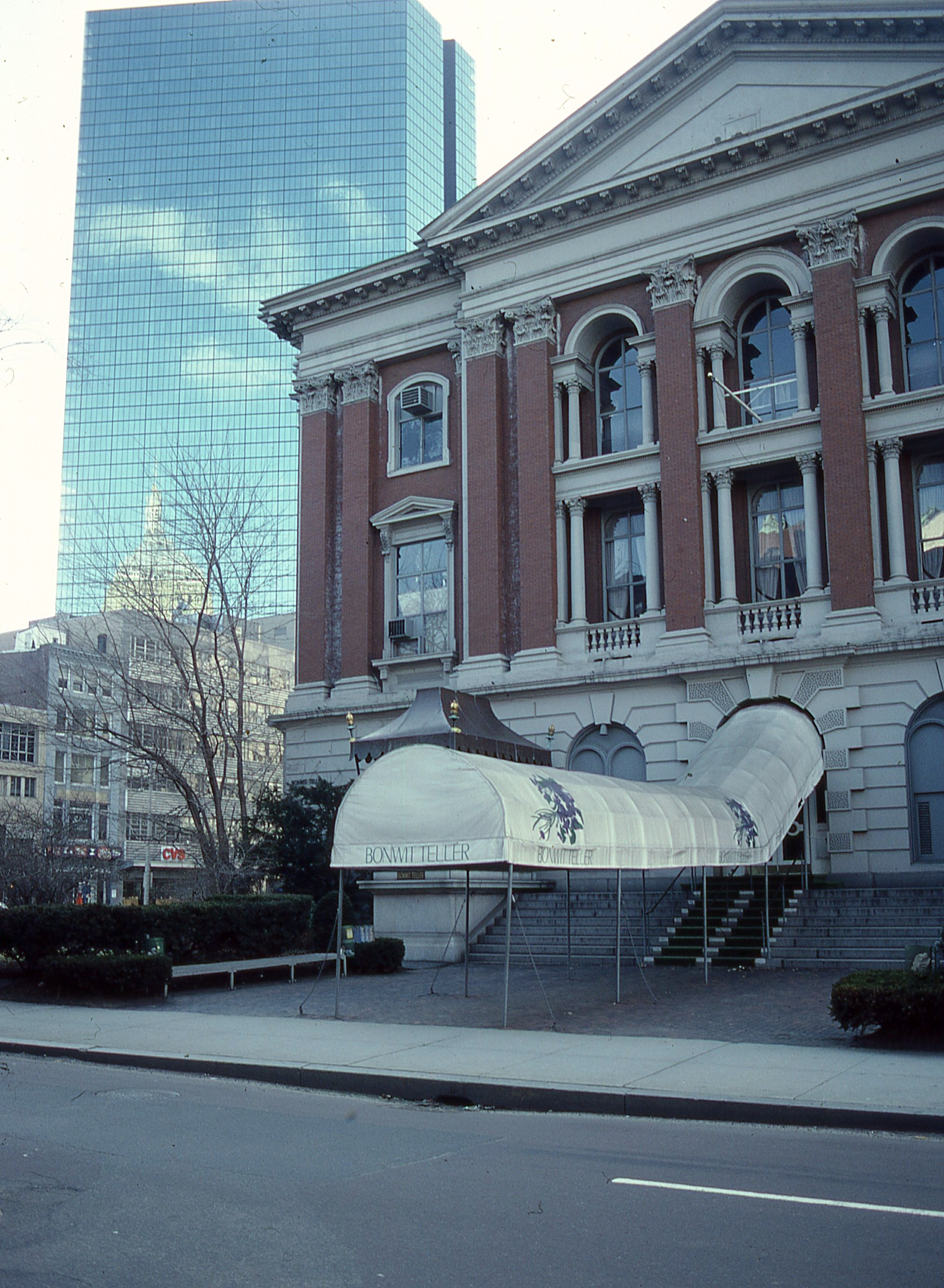
Bonwit Teller in Back Bay in Boston.

In 1987 verkocht Allied Stores Corporation Bonwit Teller voor 101 miljoen dollar aan het Australische Hooker Corporation. Hooker breidde het aantal winkels van het bedrijf in die periode uit van vijf naar zestien.
In 1989 werd Bonwit Teller geveild nadat L.J. Hooker uitstel van betaling had aangevraagd. Onder het faillissement werden twee winkels in Cincinnati & Columbia nog steeds door Hooker Corp. geëxploiteerd onder een licentie, terwijl vijf winkels (Boston, Buffalo, Manhasset en Short Hills) en de naam Bonwit Teller werden gekocht door The Pyramid Company. De vlaggenschipwinkel in Manhattan werd gesloten, waarna de ruimte leegstond tot in 1991 een Galeries Lafayette in het gebouw werd geopend, dat inmiddels een nieuw interieur en een nieuwe gevel had.  Vanwege tegenvallende verkoopcijfers sloot de winkel in 1994. 
Nadat The Pyramid Company in 1990 Bonwit Teller van Hooker had gekocht, openden ze een winkel in het Carousel Center-complex in Syracuse, New York.  Halverwege de jaren negentig werd er een filiaal in Manhattan geopend. De eerbiedwaardige instelling vroeg in maart 2000 faillissement aan, nadat de schulden verder waren opgelopen. De laatste winkel die open was, was de vestiging in het Carousel Center. 
In 2005 kondigde River West Brands, een in Chicago gevestigd bedrijf dat zich bezighoudt met de revitalisering van merken, aan dat het Avenue Brands LLC had opgericht om Bonwit Teller opnieuw te lanceren.
In juni 2008 werd aangekondigd dat Bonwit Teller uiteindelijk twintig vestigingen zou openen, te beginnen in New York en Los Angeles. Wellicht als gevolg van de daaropvolgende recessie is dit nooit van de grond gekomen. 
In maart 2020 werd aangekondigd dat NBT Holdings, een dochteronderneming van Sugar23, de rechten op het merk had verworven en kondigde aan van plan te zijn om weer een Bonwit Teller-winkel te openen. 